# Cranaë pictipennis
Cranaë pictipennis är en insektsart som beskrevs av Willemse, C. 1932. Cranaë pictipennis ingår i släktet Cranaë och familjen gräshoppor. Inga underarter finns listade i Catalogue of Life.